# Приморское (Калининградская область)
Приморское — посёлок в  в Багратиновском районе Калининградской области. Входит в состав Пограничного сельского поселения. 
Железнодорожная станция Приморское-новое.

## Название
С 1947 года носит название Приморское Калининградской области.

## География
Располагается на берегу Калининградского залива, в 36 км к юго-западу от Калининграда.

## История
В 1820 году земли в этом месте арендовал помещик Карл Пассарге, а затем приобрел их на аукционе в 1832 году. В 1860 году он продал имущество семье Хофман, далее перешло семье Кох и, наконец, семье Schichau в 1934 году.
В 1910 году в общей сложности проживало 161 человек. Число жителей увеличилось в 1933 году до 172, в 1939 году до 225.
До 1945 года входил в графство Хайлигенбайля Кёнигсбергской области прусской провинции Восточная Пруссия.

## Население
| 2002 | 2010 |
| ---- | ---- |
| 37   | ↘32  |

## Инфраструктура
Личное подсобное хозяйство с зоной сельскохозяйственного использования, индивидуальная застройка усадебного типа.
СНТ Приморское/

## Транспорт
Приморское доступно автомобильным, водным, железнодорожным транспортом.  